# یادبود ملی کاکتوس لوله ارگی

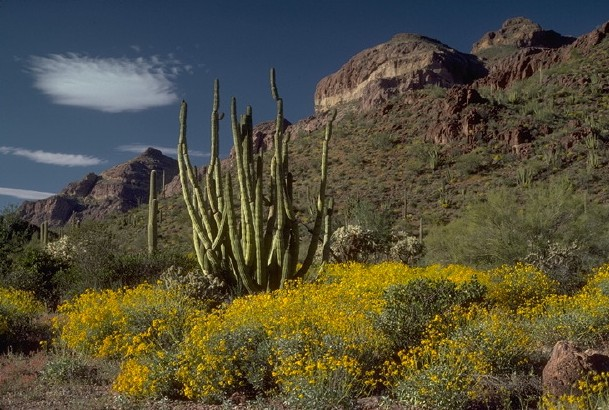

یادبود ملی کاکتوس شاخه لوله ای (Organ Pipe Cactus National Monument) یک پارک ملی در ایالت آریزونا در آمریکا است.

## نگارخانه

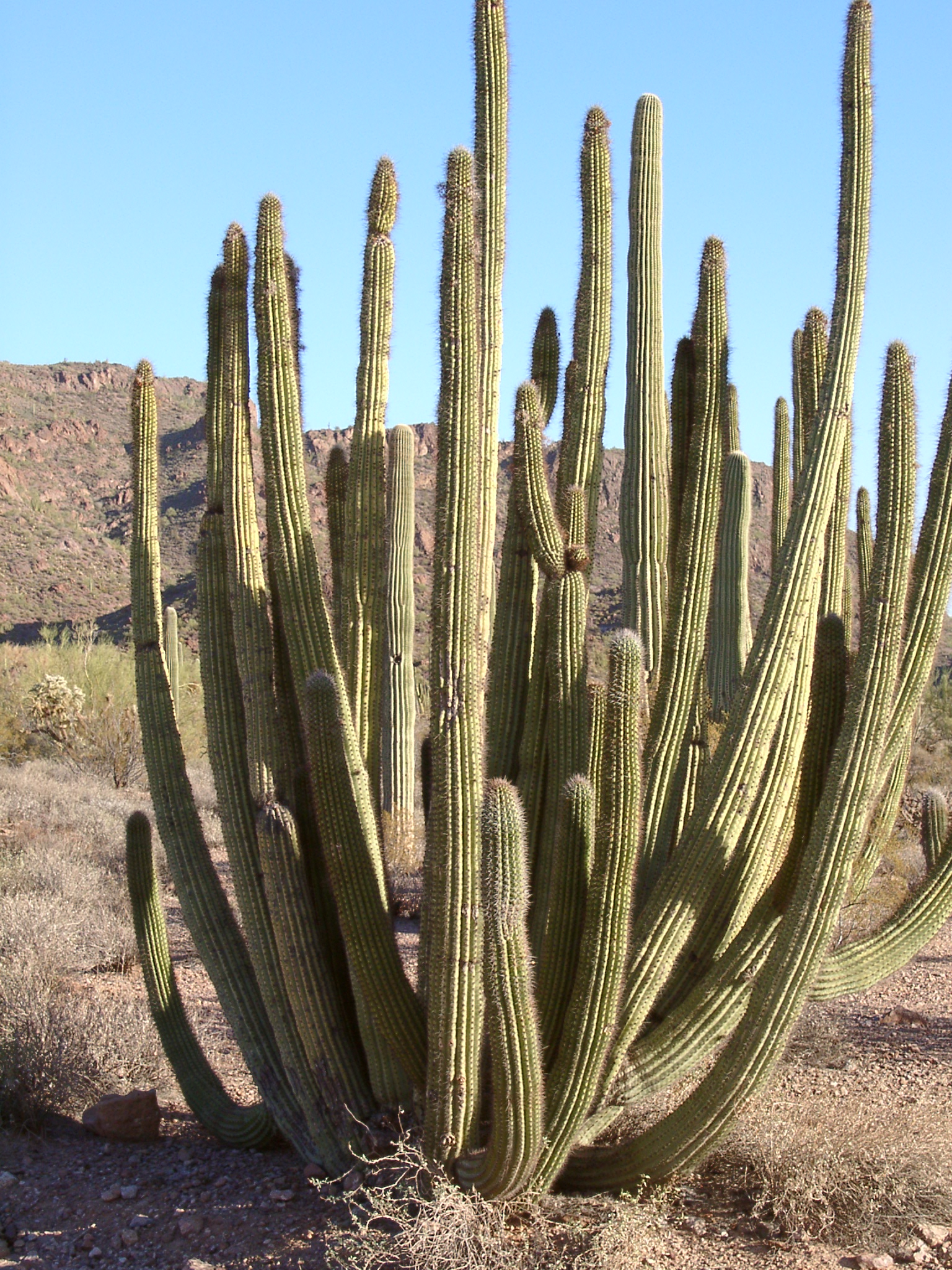
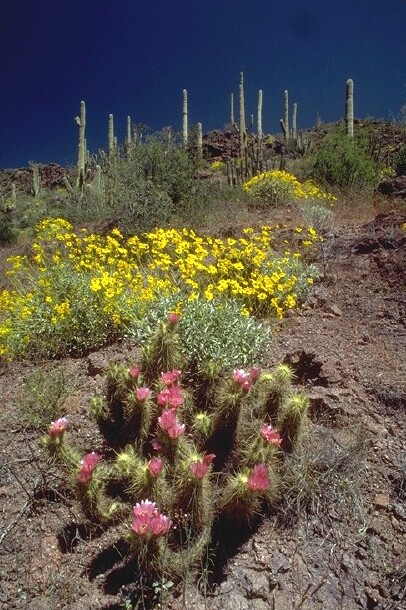
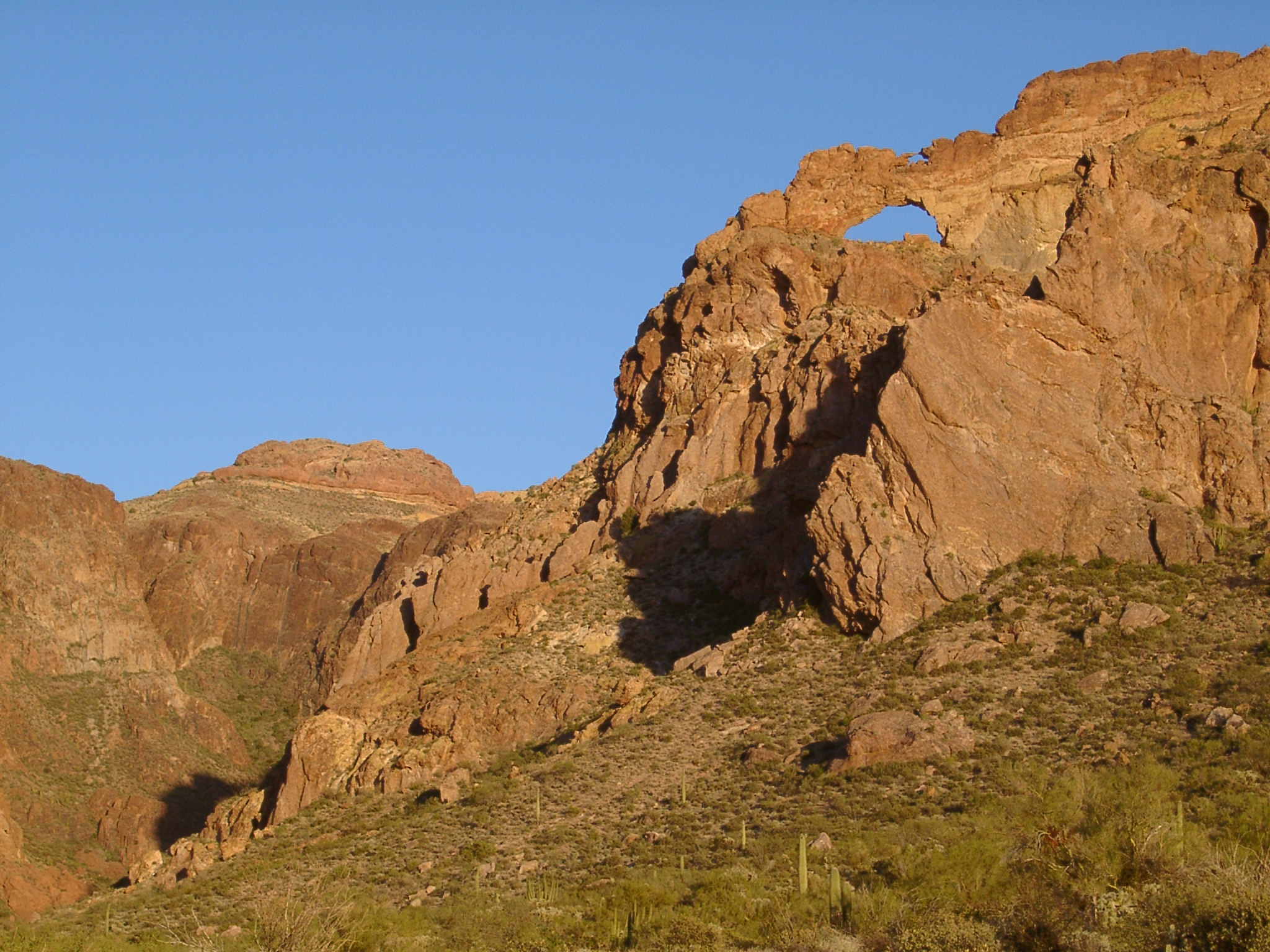
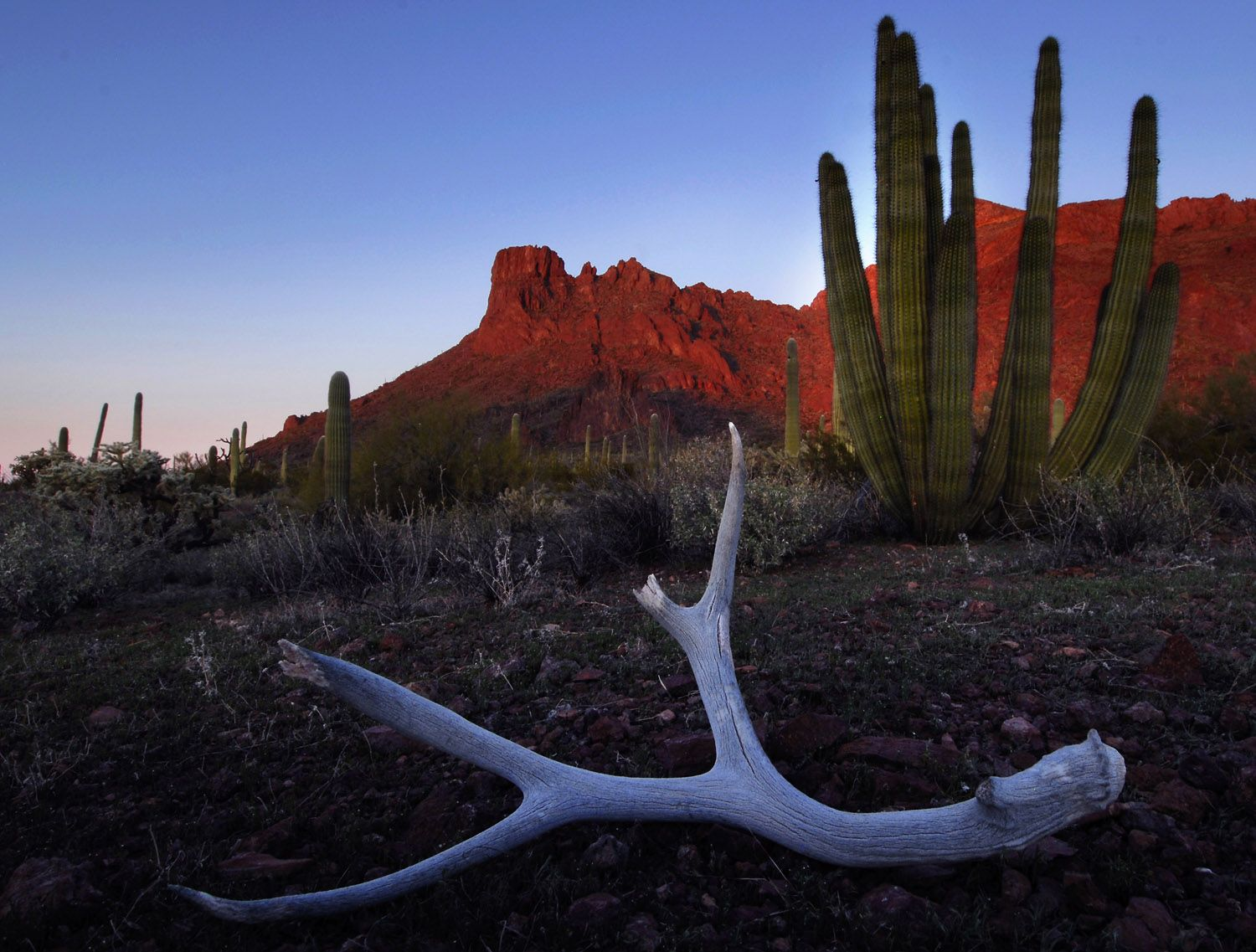
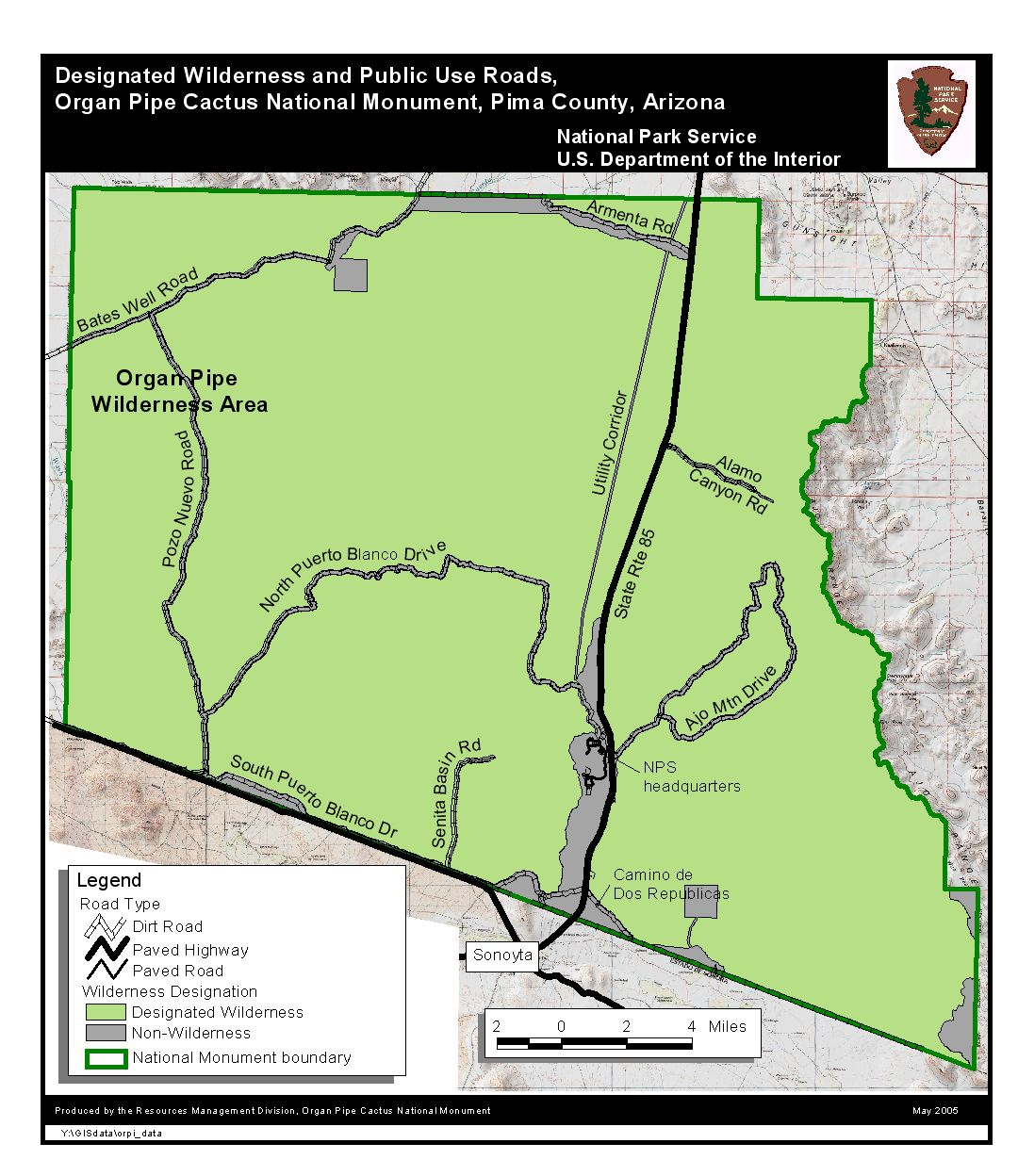